# CCM Hockey

Aktuelles Logo von CCM

CCM (ursprünglich für: Canada Cycle & Motor Co. Ltd) ist ein führender Hersteller von Eishockey- und Inlinehockey-Bedarf. Aus diesem ging auch eine gleichnamige Fahrradmarke hervor, die heute als Fahrrad-Produktlinie von Canadian Tire weitergeführt wird.

## Geschichte

Das Logo der Marke CCM bis 2006

Logo der finnischen Marke KOHO

CCM wurde im September 1899 in Weston, Ontario, Kanada gegründet. Zuerst konzentrierte sich das Unternehmen auf die Produktion von Fahrrädern. Im Jahr 1905 war der kanadische Fahrradmarkt gesättigt, so begann der Betrieb Schlittschuhe und Zubehör zu fertigen.
In den 1970er Jahren geriet die Firma in finanzielle Schwierigkeiten und meldete 1983 Konkurs an. Anschließend wurden die Eishockeysparte und die Fahrradsparte getrennt, letztere wurde an die Procycle Group verkauft und firmiert seitdem als CCM cycle. Es folgten beim Eishockey-Artikelhersteller diverse Besitzerwechsel, 2004 wurde CCM (zusammen mit der Marke KOHO) von Reebok übernommen, die ihrerseits 2005 von der Adidas Group übernommen wurde. Anschließend wurde ein Teil der Sortiments von CCM auch unter dem Namen Reebok angeboten, ebenso wurden die Trikots nur noch von Reebok angeboten.
2007 wurde ein neues Logo eingeführt, das auch von der Fahrradmarke genutzt wird. Ab 2015 wurden keine Eishockey- und Inlinehockey-Ausrüstungsserien mehr unter dem Namen Reebok angeboten, in diesem Zuge wechselte beispielsweise der Eishockeyspieler Sidney Crosby zur Marke CCM. 2017 wurde die Firma von Adidas an die kanadische Beteiligungsgesellschaft Birch Hill Equity Partners Management Inc. verkauft. Adidas liefert seitdem auch die NHL-Trikots.

## Produkte

### Schlittschuhe
1905 entwickelte der Schuhmacher George Tackaberry eine neuartige Passform für Schlittschuhe, bei der er den Zehen- und Fersenbereich verstärkte. Ab 1937 produzierte CCM die Tackaberry-Schlittschuhe. Das neue Design hielt dabei den Belastungen einer ganzen Saison, im Umfeld der zunehmenden Professionalisierung der Sportart, stand und erfreute sich zunehmender Beliebtheit bei den Eishockeyspielern. Später lautete die Zusatzbezeichnung der CCM-Schlittschuhe Tacks, die zumeist einen verstärkten Fersenbereich hatten (Tacks, Super Tacks, Ultra Tacks). In Kanada wird diese Weiterentwicklung der Schlittschuhe bis heute dadurch gewürdigt, dass Tackaberrys neues Design von der kanadischen Regierung am 23. Juni 2022 zu einem „nationalen historischen Ereignis“ erklärt wurde.
In den 1990er Jahren wurde die Serie 152 produziert, wobei die Typenziffern jedes Jahr um 100 angehoben wurden (252, 352…1152),
und das Premiumprodukt stets die höchste hatte. Aus dieser Nomenklatur ergab sich, dass jedes Produkt die Zahl des nächsthöheren vom Vorjahr erhielt. Die Tacks-Serie war wirtschaftlich sehr erfolgreich und hatte auch Ableger als Inline-Skates. Die Serie wurde 2006 durch die Vector-Serie ersetzt.
Zwischenzeitlich hatte CCM den RBZ-Schlittschuh eingeführt, bei welchem die Kufe mitsamt Chassis 4mm höher liegt als alle anderen gängigen Modelle. Dies soll engere Kurvenradien generieren. 2014 wurde Tacks als Bezeichnung einer neuen Serie reaktiviert, bis zur Einstellung der Reebok-Schlittschuhe 2015 waren diese konstruktiv sehr ähnlich.

### Schläger
Zusätzlich zum RBZ Schlittschuh entwickelte CCM in Zusammenarbeit mit Taylormade Golf den RBZ Schläger, welcher einen flexiblen Kick Point aufweist. Die Schlägerserie wird aktuell in der dritten Weiterentwicklung fortgesetzt und wird von NHL-Spielern wie Gabriel Landeskog und Brent Burns gespielt.
Neben den Tacks Schlittschuhe wurde 2014 auch der neue Tacks Eishockeyschläger auf den Markt gebracht. Er hat einen Mid-Kick-Point und ist vor allem für harte Schlagschüsse ausgelegt. Spieler wie Patrice Bergeron und Seth Jones nutzen ihn in der NHL. Im Zuge der Einverleibung von Reebok Hockey läuft deren Ribcor Serie unter dem Namen CCM. Sidney Crosby und Matt Duchene sind diejenigen die damit in der NHL auflaufen.

### Inline-Skates

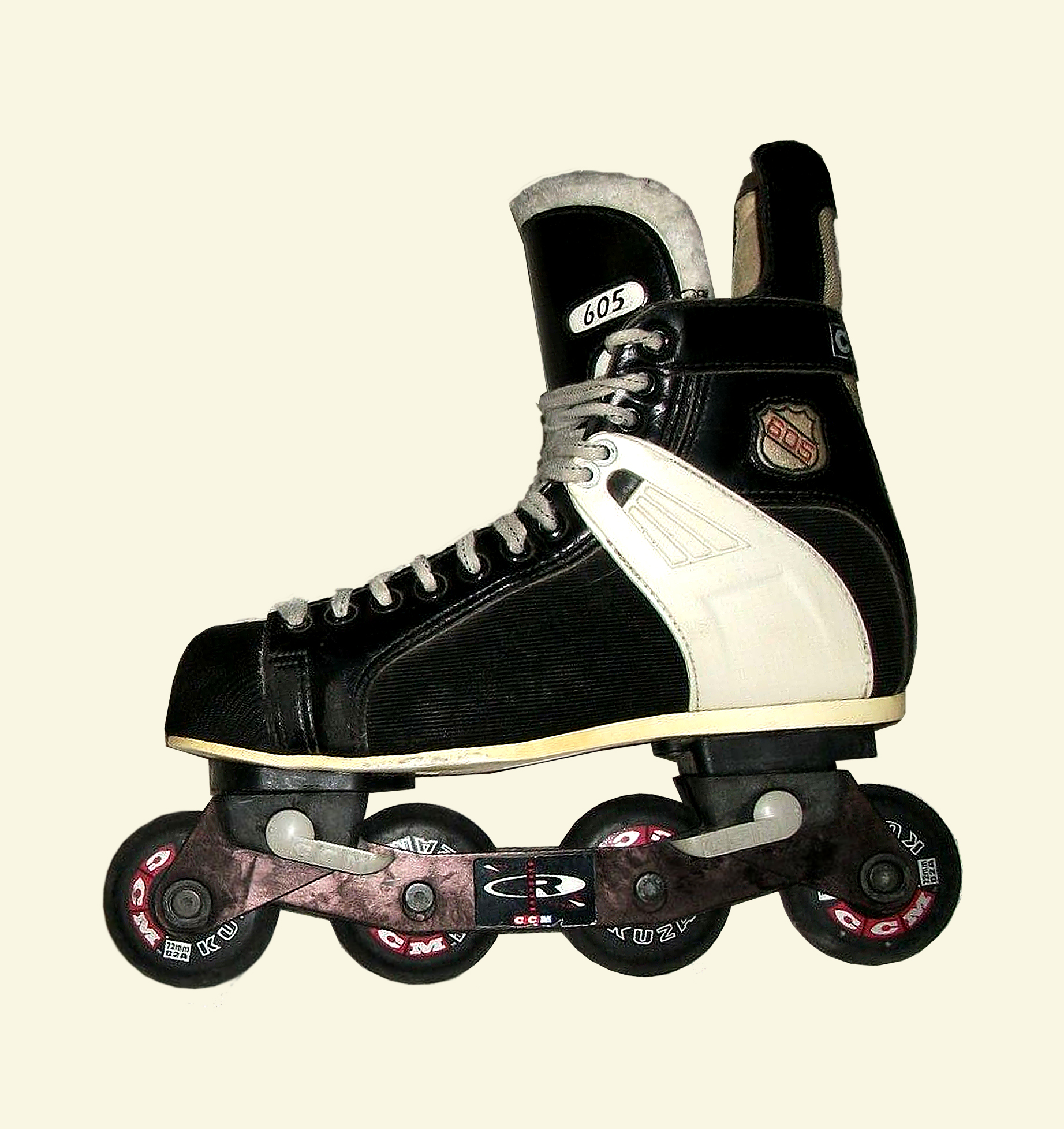
CCM 605 mit abnehmbaren und verstellbaren Chassis, ca. 1998

Produziert werden Parallelmodelle der Schlittschuhe, Ende der 1990er Jahre war der CCM Tacks RH 455 Pro das Spitzenmodell und wurde später durch den CCM Tacks RH 970 Pro abgelöst. Unterschiede zu den Schlittschuhen war schuhseitig nur die schwarze statt weiß gefutterte Lasche, da man glaubte, dass durch den Einsatz diese schneller verschmutzen würde. Als Kuriosität kann die Schiene gelten, in beiden Fällen aus Aluminiumprofilen gefräst, waren die Schuhe schwerer als die billigeren Modelle mit Kunststoffschiene, unterschieden sich positiv durch die längere Lebensdauer. Bei späteren Modellen kamen Applikationen hinzu, welche dem größeren Abrieb des Schuhs dienen.
Zwecks Erschließung des Breitenmarkts wurden auch Softboot-Modelle mit Kunststoffschale angeboten ähnlich der Roller-Blades, wie das Modell CCM Wildcat. Später wurde das Sortiment jedoch wieder stärker den Eishockey-Schlittschuhen angepasst und auf Inlinehockey-Schuhe fokussiert, diese wurden bis 2015 auch unter dem Namen Reebok angeboten.

## CCM-Spieler

### Feldspieler
- Sidney Crosby
- Matt Duchene
- John Tavares
- Nathan MacKinnon
- Brent Burns
- Gabriel Landeskog
- Seth Jones
- Pawel Dazjuk
- Patrice Bergeron
- Nazem Kadri
- Niklas Kronwall
- Connor McDavid
- Roman Josi
- Nico Hischier
- Auston Matthews

### Torhüter
- Carey Price
- Semyon Varlamov
- Corey Crawford
- Marc-André Fleury
- Roberto Luongo